# كاسبر هولتن
كاسبر هولتن (بالدنماركية: Kasper Holten)‏ هو مخرج دنماركي، ولد في 29 مارس 1973 في كوبنهاغن في الدنمارك.

## وصلات خارجية
- كاسبر هولتن على موقع IMDb (الإنجليزية)
- كاسبر هولتن على موقع مونزينجر (الألمانية)
- كاسبر هولتن على موقع قاعدة بيانات الفيلم (الإنجليزية)